# چوی جی وو
چوی جی وو (کره‌ای: 최지우؛ زادهٔ چوی می هیانگ در ۱۱ ژوئن ۱۹۷۵) بازیگر اهل کره جنوبی است. او یکی از زیباترین زنان کره جنوبی محسوب می‌شود و به خاطر عملکرد خود در طیف گسترده‌ای از ملودرام‌ها، تحسین‌های منتقدان را دریافت کرده‌است. او در مجموعه‌های تلویزیونی همچون زمستان سوناتا، پلکانی به بهشت، خدمتکار مشکوک و دوباره بیست سالگی ایفای نقش کرده است.